# Синицын, Иван Флегонтович
Ива́н Флего́нтович Сини́цын (6 июля 1911, Вичугский район, Ивановская область — 26 июня 1988, Москва) — советский государственный деятель, министр тракторного и сельскохозяйственного машиностроения СССР (1965—1980).

## Биография
Родился в рабочей семье.
В 1928—1932 годах — чертежник на промышленном предприятии, затем учащийся техникума, в 1932—1936 годах работал на Горьковском автомобильном заводе (мастер, технолог, старший технолог ОТК). В 1936—1944 годах — начальник отдела, цеха, главный механик, главный инженер завода «Красная Этна» (Горький). В 1937 году окончил вечернее отделение Горьковского индустриального института им. А. А. Жданова.
Член ВКП(б) с 1940 года.
С 1944 года находился на руководящих должностях в промышленности:
- 1944—1946 гг. — директор завода «Красная Этна» (Горький),
- 1946—1950 гг. — директор Уральского автомобильного завода,
- 1950—1957 гг. — директор Сталинградского тракторного завода.

10 мая 1957 г. по предложению Н. С. Хрущёва был принят закон «О дальнейшем совершенствовании организации управления промышленностью и строительством». Согласно закону, отраслевые хозяйственные министерства были ликвидированы и управление промышленностью и строительством организовано по территориальному принципу. В каждой территории образовывались советы народного хозяйства, или совнархозы.
В 1957—1962 годах — председатель совнархоза Сталинградского (Волгоградского) экономического административного района.
Изначально совнархозы были созданы в каждой области, крае, автономной республике (всего 105 районов), и лишь через 5 лет, когда вполне проявилась излишняя дробность такого районирования, руководство страны приступило к объединению совнархозов. В частности, был создан Нижневолжский совнархоз.
В 1962—1965 годах — председатель совнархоза Нижневолжского экономического района.
После отставки Н. Хрущёва, совнархозы были ликвидированы и управление народным хозяйством вернулось к централизованному ведомственному управлению.
В 1965—1980 годах — министр тракторного и сельскохозяйственного машиностроения СССР .
С 1980 года персональный пенсионер союзного значения.
Кандидат в члены ЦК КПСС (1966—1981). Был делегатом шести съездов КПСС (с ХХ по XXV). Депутат Верховного Совета СССР 4-10-го созывов.
Похоронен на Кунцевском кладбище в Москве.

## Награды и звания
- орден Ленина,
- орден Октябрьской Революции
- орден Отечественной войны I степени
- 4 ордена Трудового Красного Знамени
- орден Красной Звезды
- 3 ордена «Знак Почета»